# Крило літака

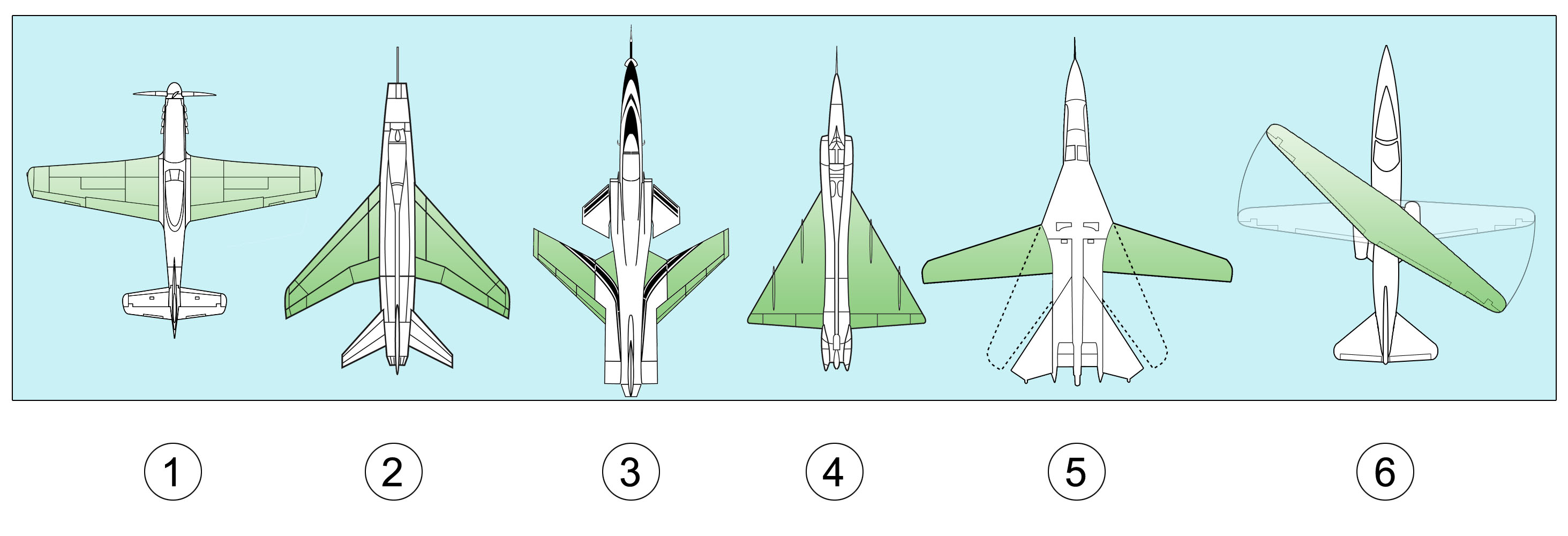
Різновиди крил літальних апаратів: 1 — пряме, 2 — стрілоподібне, 3 — оберненої стрілоподібності, 4 — дельтоподібне, 5 — змінної стрілоподібності, 6 — косе.

Крило́ літака́ — тримальна поверхня, яка завдяки зустрічному потоку повітря, створює аеродинамічну підіймальну силу. Несиметрично-обтічний профіль крила використовує цю силу, перпендикулярну до вектора руху літального апарата, і цим забезпечує політ літака. Також крило бере участь у наданні поперечної стійкості й керованості літака.
Крило, окрім основного призначення, може використовуватися також для кріплення двигунів, опор шасі, для розміщення пального, обладнання, озброєння та іншого корисного навантаження. Крило, як тримальна (опорна) конструкція, повинно мати високу стійкість щодо сприймання навантаження та опору до згинальних зусиль, а також бути легким і з якнайменшим аеродинамічним опором. Водночас воно мусить мати також добрі технологічні та експлуатаційні якості.
В аеродинамічній схемі «летюче крило» — це єдиний конструктивний елемент літального апарата.

## Частини крила літака
Крило можна розподілити на три частини: ліву і праву півплощини (або консолі) і центроплан. Фюзеляж може бути зроблений несним (наприклад, на літаках F-35, Су-27). Півплощини, натомість, можуть містити наплив крила і вінглет. Часто зустрічається вираз «крила», але він помилковий стосовно моноплана, оскільки у моноплана крило одне, і складається воно з двох півплощин. У рідкісних випадках і моноплан може мати 2 крила, наприклад, літак Ту-144 мав додаткове  переднє прибиране оперення.

## Спосіб дії

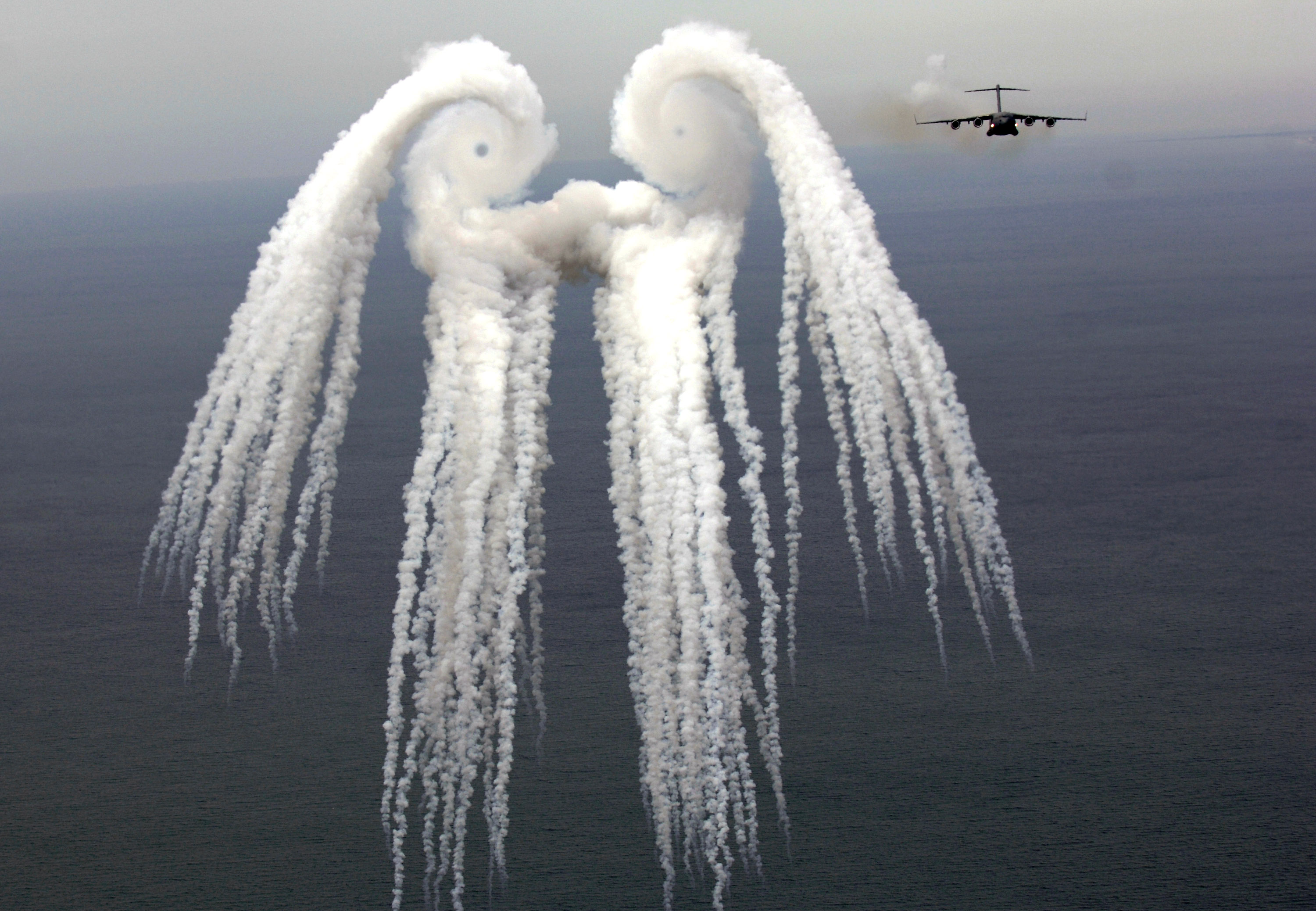
Дим показує рух повітря, який зумовлений взаємодією крила з повітрям.

Підіймальна сила крила створюється завдяки різниці тисків повітря на нижній та верхній поверхнях. Тиск повітря залежить від розподілу швидкостей повітряних потоків поблизу цих поверхонь.
Одним з поширених пояснень способу дії крила, є ударна модель Ньютона: частинки повітря, стикаючись з нижньою поверхнею крила, що перебуває під кутом до потоку, пружно відскакують вниз («скіс потоку»), згідно з третім законом Ньютона, штовхаючи крило вгору. Така спрощена модель враховує закон збереження імпульсу, але повністю нехтує обтіканням верхньої поверхні крила, внаслідок чого вона дає занижену величину піднімальної сили.
В інший поширеній, але хибній моделі, виникнення підіймальної сили пояснюється різницею тисків на верхньому та нижньому боках профілю, яка виникає відповідно до закону Бернуллі: на нижній поверхні крила швидкість плину повітря виявляється нижче, ніж на верхній, отже підіймальна сила крила спрямована знизу вгору. Зазвичай розглядається крило з плоско-опуклим профілем: нижня поверхня пласка, верхня — опукла. Потік, який набігає, розділяється крилом на дві частини — верхню і нижню, — водночас, внаслідок опуклості крила, верхня частина потоку повинна пройти більший шлях за нижню. Для забезпечення нерозривності потоку швидкість повітря над крилом повинна бути більшою, ніж під ним, з чого випливає, що тиск на верхньому боці профілю крила нижче, ніж на нижньому; цією різницею тисків зумовлюється підіймальна сила. Проте така модель не пояснює виникнення підіймальної сили на двоопуклих симетричних або на вгнуто-опуклих профілях, коли потоки зверху і знизу проходять однакову відстань.
Для усунення цих недоліків М. Є. Жуковський ввів визначення циркуляції швидкості потоку; 1904 року він сформулював теорему Жуковського. Циркуляція швидкості дозволяє врахувати скіс потоку і отримувати значно більш точні результати від розрахунків.

Положення закрилків (зверху вниз):
1) Найбільша ефективність (набір висоти, горизонтальний політ, зниження)
2) Найбільша площа крила (зліт)
3) Найбільша підіймальна сила, високий опір (захід на посадку)
4) Найбільший опір, зменшена підіймальна сила (після посадки)

Одним з головних недоліків вищенаведених пояснень є те, що вони не враховують в'язкість повітря, тобто перенесення енергії та імпульсу між окремими шарами потоку (що і є причиною циркуляції). Істотний вплив на крило може надати поверхня землі, яка «відбиває» збурення потоку, викликані крилом, і повертає частину імпульсу назад (екранний ефект —екраноплани).
Також в наведених поясненнях не розкривається спосіб передавання енергії від крила до потоку, тобто здійснення роботи самим крилом. Хоча верхня частина повітряного потоку дійсно має підвищену швидкість, геометрична довжина шляху не має до цього стосунку — це викликано взаємодією шарів нерухомого та рухомого повітря і верхньої поверхні крила. Потік повітря, який рухається вздовж верхньої поверхні крила, «прилипає» до неї і намагається слідувати вздовж цієї поверхні навіть після точки перегину профілю (ефект Коанда). Завдяки поступальному руху, крило здійснює роботу із розгону цієї частини потоку. Досягнувши точки відриву біля задньої крайки, повітря продовжує свій рух вниз по інерції разом з масою, яка відхилена нижньою поверхнею крила, що у сукупності викликає скіс потоку і виникнення реактивного імпульсу. Вертикальна частина цього імпульсу і створює підіймальну силу, рівноважну силу тяжіння, горизонтальна частина врівноважується лобовим опором.
Насправді, обтікання крила є дуже складним тривимірним і нелінійним, тож часто нестаціонарним, процесом. Підіймальна сила крила залежить від його площі, профілю, форми в плані, а також від кута атаки, швидкості та щільності потоку (числа Маха) і від цілого ряду інших чинників.

## Форма крила
Одна з основних проблем під час конструювання нових літаків — вибір оптимальної форми крила і його параметрів (геометричних, аеродинамічних, міцнісних тощо).

### Пряме крило
Основною перевагою прямого крила є його високий коефіцієнт підіймальної сили навіть у разі малих кутів атаки. Це дозволяє істотно збільшити питоме навантаження на крило, а значить зменшити розміри і масу, не побоюючись значного збільшення швидкості зльоту і посадки. Такий тип крила застосовується у дозвукових і близько-звукових літаках з реактивними двигунами. Ще однією перевагою прямого крила є технологічність виготовлення, що дозволяє здешевити виробництво.
Вадою, яка зумовлює непридатність такого крила на звукових швидкостях польоту, є різке збільшення коефіцієнта лобового опору під час перевищення критичного значення числа Маха.

### Стрілоподібне крило

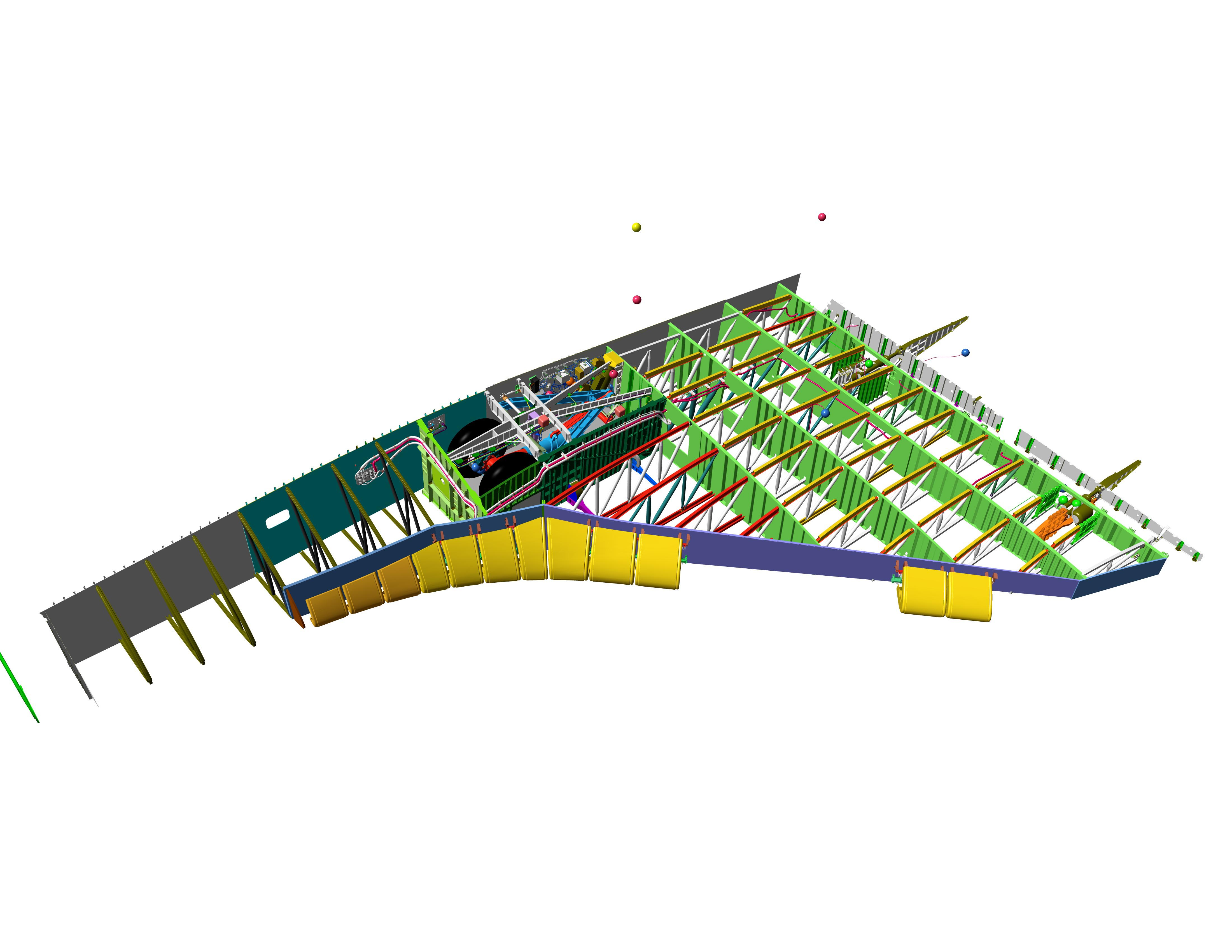
Розрізна схема лівої консолі Спейс Шаттл

Стрілоподібне крило отримало широке розповсюдження завдяки різним модифікаціям і конструкторських рішень.
Переваги
- збільшення швидкості, за якої настає хвильова криза, і як наслідок — менший опір на трансзвукових швидкостях порівняно з прямим крилом[2];
- повільне зростання підіймальної сили залежно від кута атаки, отже й краща стійкість до турбулентності атмосфери.

Недоліки
- знижена несна здатність крила, а також менша ефективність дії механізації;
- збільшення поперечної статистичної стійкості в міру зростання кута стрілоподібності крила і кута атаки, що ускладнює отримання належного співвідношення між подорожньою і поперечною стійкістю літака і потребою застосування вертикального оперення з великою площею поверхні, а також надання крилу або горизонтальному оперенню негативного кута поперечного V;
- відрив потоку повітря в кінцевих частинах крила, що призводить до погіршення поздовжньої і поперечної стійкості та керованості літака;
- збільшення скосу потоку за крилом, що приводить до зниження дієвості горизонтального оперення;
- зростання маси і зменшення жорсткості крила.

Для позбавлення від негативних наслідків використовується крутка крила, механізація, змінний кут стрілоподібності уздовж розмаху, зворотне звуження крила або від'ємна стрілоподібність.
Приклади застосування: Су-7, Боїнг 737, Ту-134 тощо.

### Крило з напливом (оживальне)

Оживальне крило

Це різновид стрілоподібного крила. Дії крила оживальної форми можна описати як спіральний потік вихорів, які зриваються з гострої передньої крайки великої стрілоподібності в навколо-фюзеляжній частині крила. Вихрова плівка викликає також утворення великих областей низького тиску і збільшує енергію межового шару повітря, збільшуючи тим самим коефіцієнт підіймальної сили. Маневровість обмежується насамперед статичною і динамічною міцністю конструкційних матеріалів, а також аеродинамічними властивостями літака.
Приклади застосування: Ту-144, Конкорд

### Зворотної стрілоподібності

Крило зворотної стрілоподібності

Крило з негативною стрілоподібністю (тобто зі скосом наперед).
Переваги
- дозволяє поліпшити керованість на малих швидкостях польоту;
- підвищує аеродинамічну ефективність у всіх областях льотних режимів;
- компонування КНС оптимізує розподіл тиску на крило і переднє горизонтальне оперення;
- дозволяє зменшити радіолокаційну помітність літака в передній півсфері;

Хиби
- КНС особливо схильне до аеродинамічної дивергенції (втрати статичної стійкості) у разі досягнення певних значень швидкості та кутів атаки;
- вимагає конструкційних матеріалів і технологій, які дозволяють створити достатню жорсткість конструкції;

Приклади застосування: серійний цивільний HF-320 Hansa Jet, дослідний винищувач Су-47 «Беркут».

### Трикутне крило
Трикутне (дельтоподібне англ. delta-wing — дістало назву за виглядом грецької літери дельта) крило жорсткіше і легше за пряме і стрілоподібне та найчастіше використовується при швидкостях понад M=2.
Переваги
- Має невелике відносне подовження

Недоліки
- Виникнення і розвиток хвильової кризи;
- Великий опір і більш різке падіння максимальної аеродинамічної якості при зміні кута атаки, що ускладнює досягнення більшої стелі і радіуса дії.

Приклади застосування: МіГ-21, HAL Tejas, Mirage 2000 (малої відносної товщини); Gloster Javelin, Avro Vulcan (великий відносної товщини), Avro Canada CF-105 Arrow, Saab 37 Viggen, надзвукові пасажирські Lockheed L-2000, Boeing-2707-300

### Трапецієподібне крило
Крило трапецієподібне в плані по величині повітряного опору наближається до еліптичного. Широко застосовувалося в конструкціях серійних літаків. Технологічність нижче, ніж у прямокутного крила. Отримання прийнятних показників зриву потоку, також вимагає деяких конструкторських хитрувань. Однак крило трапецієподібної і правильної конструкції забезпечує якнайменшу масу крила за інших рівних умов. Винищувачі Bf-109 ранніх серій мали трапецієподібне крило з прямими закінченнями.
Приклади застосування: F/A-18, Northrop/McDonnell Douglas YF-23

### Еліптичне крило
Крило еліптичної форми в плані має найвищу аеродинамічну якість — найменш можливий опір при максимальній підіймальній силі. На жаль, крило такої форми застосовується не часто через складність конструкції, низьку технологічність і погані зривові характеристики. Однак опір на великих кутах атаки крил іншої форми в плані завжди оцінюється по відношенню до еліптичного крила. Найкращий приклад застосування крила такого виду — англійський винищувач «Спітфайер».
Приклади застосування: К-7 (СРСР)

### Крило аркового типу

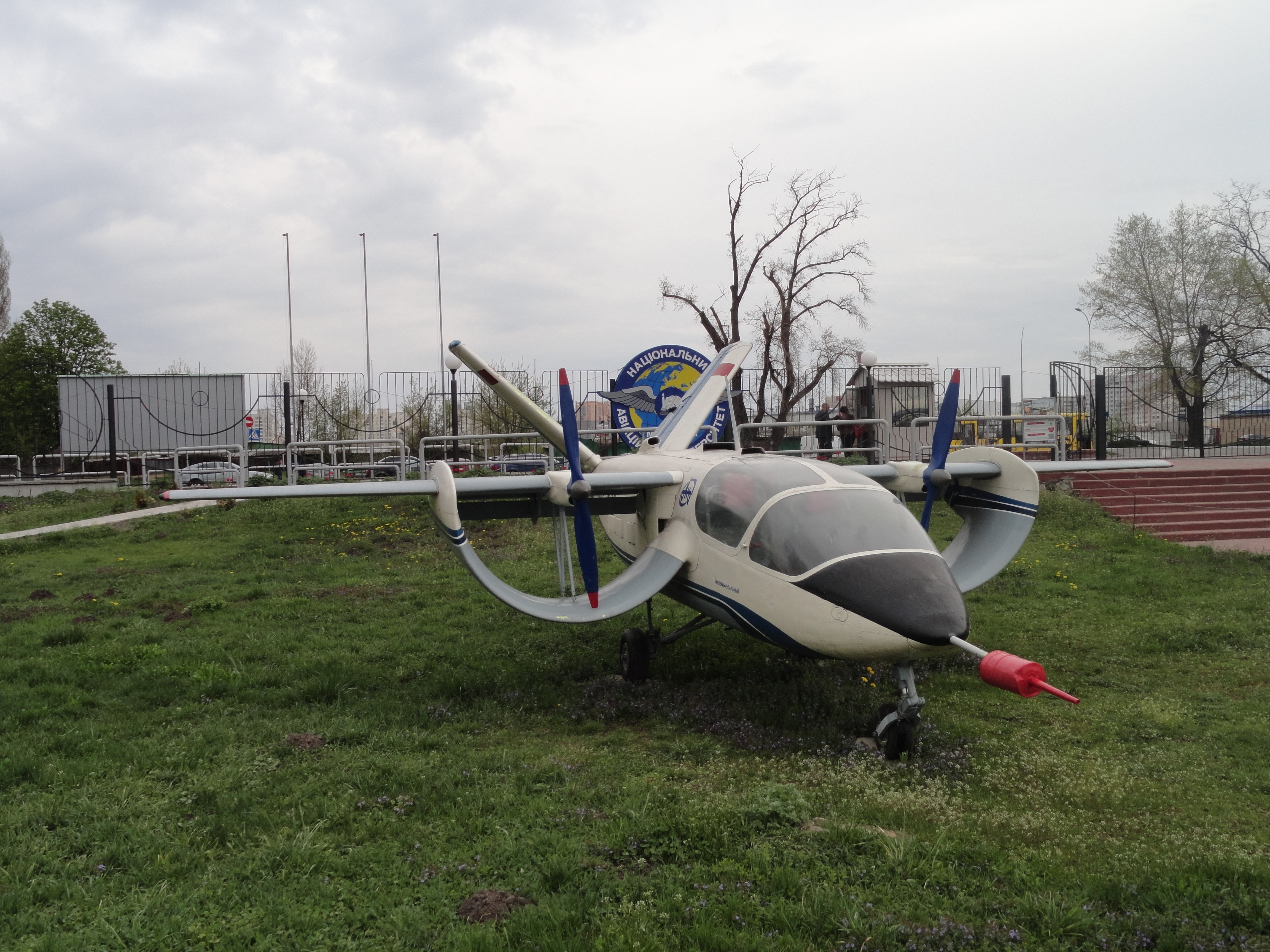
Крило аркового типу на літаку Виріб 181

Автором аркового типу крила є американський конструктор Віллард Кастер, який у 30-50-хх рр. ХХ століття розробив і побудував кілька дослідних літаків, на яких застосував винайдену ним аеродинамічну схему. Її основною особливістю, за задумом Кастера, була здатність напівкруглого крила створювати, завдяки такій формі, додаткову статичну підіймальну силу. Однак довести втілення концепції до життєздатних характеристик Кастеру не вдалося, і аркове крило не отримало розповсюдження в авіабудуванні.
Кастер стверджував, що апарат з таким крилом здатен злітати і підніматися майже вертикально, або зависати, зберігаючи швидкість залізничного транспортного засобу.

### Товщина крила
Крило також визначається відносною товщиною (співвідношення товщини до ширини), біля кореня і на кінцях, яка виражена у відсотках.
Товсте крило
Товсте крило дозволяє відсунути мить зриву в штопор (звалювання), і льотчик може маневрувати з великими кутами і перевантаженням. Головне — цей зрив на такому крилі розвивається поступово, зберігаючи плавне обтікання потоку на більшій частині крила. До того-ж, льотчик отримує можливість розпізнати небезпеку завдяки трясінню аероплана яке виникає, і може вчасно вжити заходів. Літак з тонким крилом різко і раптово втрачає підіймальну силу майже на всій площі крила, не залишаючи йому шансів.
Приклади: ТБ-4 (АНТ-16), АНТ-20, К-7, Боїнг Model 299, Boeing XB-15

## Надкритичне крило
Суперкритичний профіль (С. П.), дозвуковий профіль крила, який дозволяє за сталого значення коефіцієнтів піднімальної сили і товщини профілю, істотно підвищити критичне число Маха. Щоби збільшити швидкість, потрібно зменшувати опір профілю крила шляхом зменшення його товщини («сплющити» профіль), але натомість треба зберегти його вагові та міцнісні характеристики. Рішення знайшов американський інженер Річард Уїткомб. Він запропонував зробити підрізування яке звужується на нижній поверхні задньої частини крила (невеликий плавний відгин «хвостика» крила вниз). Потік у підрізанні, яке розширюється, врівноважує зміщення аеродинамічного фокусу. Використання сплощених профілів з вигнутою задньою частиною дозволяє рівномірно розподілити тиск уздовж хорди профілю і тим самим призводить до зміщення центру тиску назад, а також збільшує критичне число Маха на 10-15 %. Такі профілі стали називати надкритичними (суперкритичними). Досить швидко вони розвинулися в надкритичні профілі 2-го покоління — передня частина наближалася до симетричної, а підрізування посилювалося. Однак подальший розвиток у цьому напрямку зупинився — ще більш сильне підрізування робило задню крайку занадто тонкою з точки зору міцності. Іншою вадою надкритичного крила 2-го покоління був момент на пікірування, який доводилося усувати навантаженням на горизонтальне оперення. Якщо не можна підрізати іззаду — потрібно підрізати спереду: рішення було настільки ж геніальним, скільки і простим — застосували підрізання в передній нижній частині крила і зменшили її в задній. Тут [Архівовано 30 грудня 2016 у Wayback Machine.] коротка історія еволюції аеродинамічних профілів в картинках. Надкритичні профілі застосовуються в пасажирській авіації, забезпечуючи найкраще співвідношення економічності, маси конструкції й швидкості польоту.

## Механізація крила

1 — Вінглет.
2 — Елерон.
3 — Високошвидкісний елерон
4 — Балки закрилків.
5 — Передкрилок Крюгера.
6 — Передкрилок.
7 — Закрилок.
8 — Закрилок.
9 — Інтерцептор.
10 — Спойлер.

### Крило яке складається

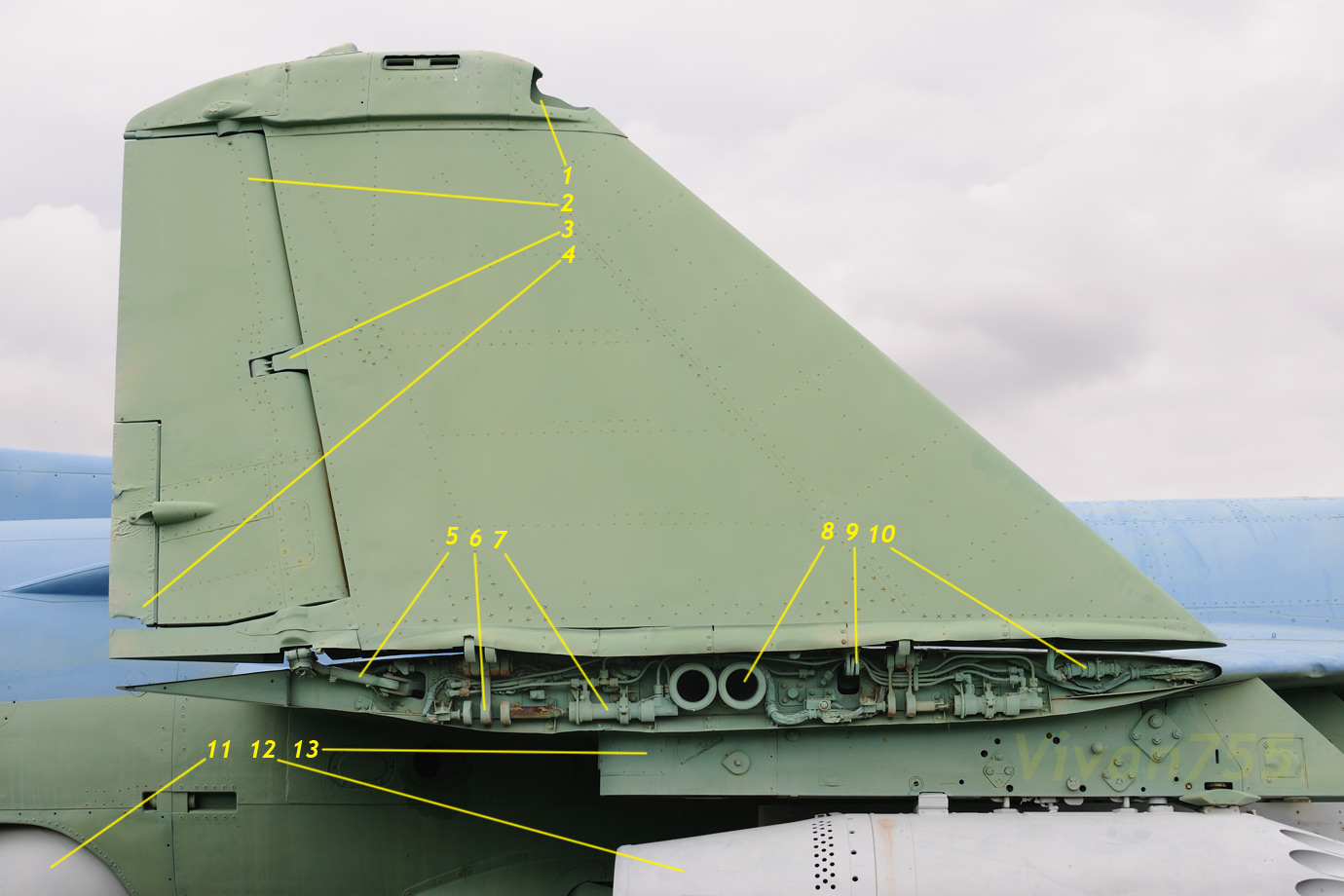
Складена права консоль крила Як-38

До конструкції з крилом яке складається, вдаються в тому випадку, коли хочуть зменшити габарити під час стоянки повітряного судна. Найбільш часто таке застосування зустрічається у палубної авіації (Су-33, Як-38, F-18, Bell V-22 Osprey), але і розглядається іноді для пасажирських ПС (КР-860).

## Конструктивно-силові схеми крила
За конструктивно-силовими схемами крила поділяються на фермові, лонжеронні, кесонні.

### Фермове крило
Конструкція такого крила передбачає просторову ферму, яка сприймає силові фактори, нервюри і обшивку та передає аеродинамічне навантаження на нервюри. Не варто плутати фермову конструктивно-силову схему крила з лонжеронною конструкцією, яка містить лонжерони і (або) нервюри фермової конструкції. В даний час крила фермової конструкції майже не застосовуються.

### Лонжеронне крило

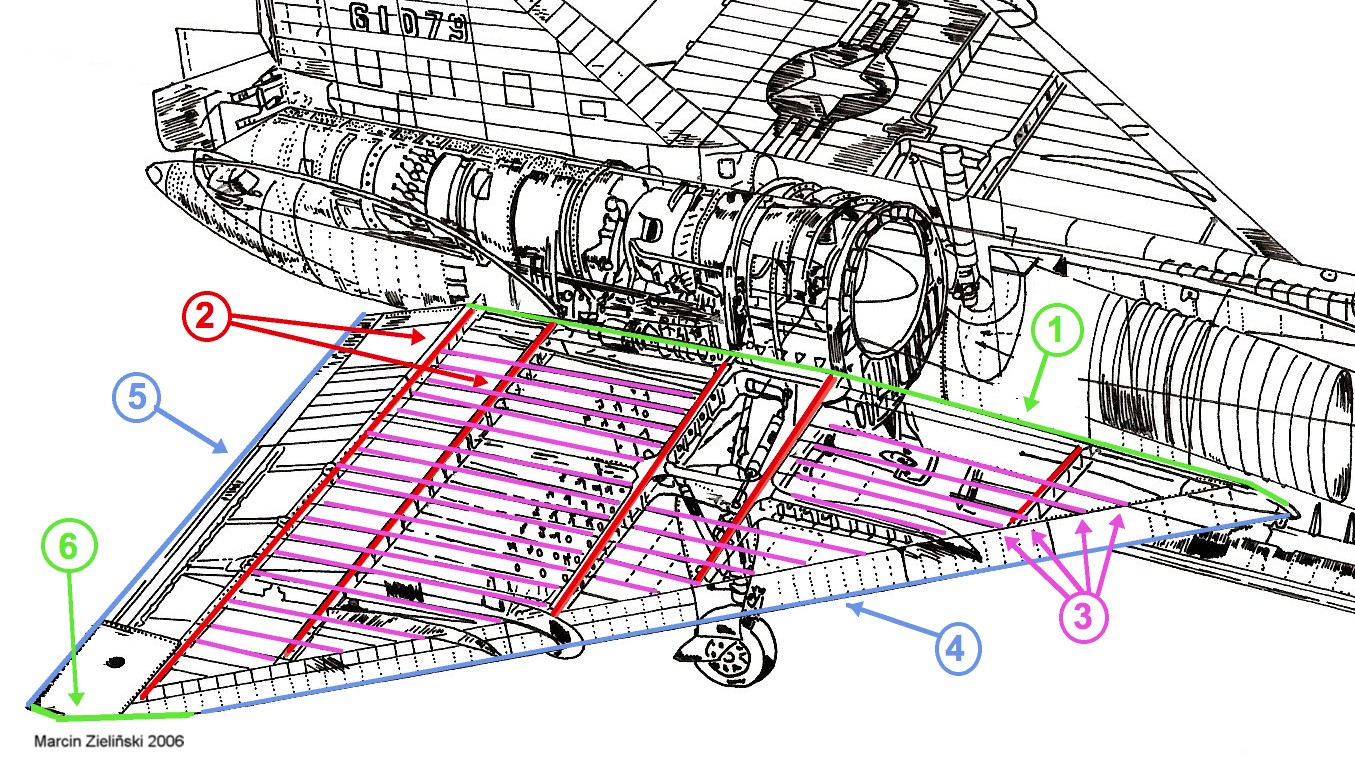
Лонжерони виділені червоним кольором

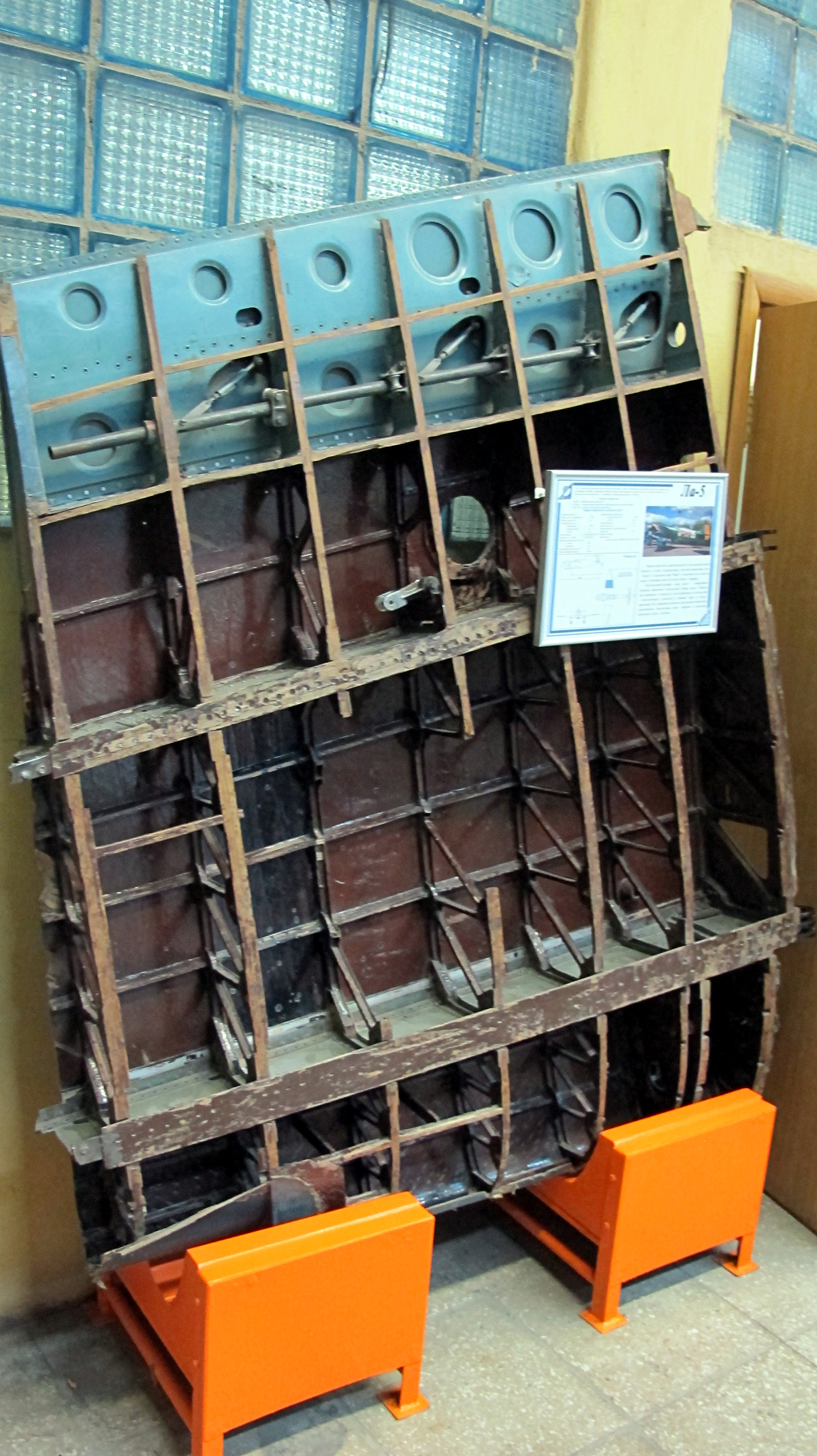
Фрагмент крила поршневого винищувача Ла-5, вертикально на фото йдуть нервюри

Лонжеронне крило має один або кілька поздовжніх силових елементів — лонжеронів, які сприймають згинальний момент Крім лонжеронів, в такому крилі можуть бути поздовжні стінки. Вони відрізняються від лонжеронів тим, що панелі обшивки зі стрінгерним набором кріпляться до лонжеронів. Лонжерони передають навантаження на шпангоути фюзеляжу літака за допомогою моментних вузлів.

### Кесонне крило
У кесонному крилі основне навантаження сприймають як лонжерони, так і обшивка. У межі лонжерони вироджуються до стінок, а згинальний момент цілком сприймається панелями обшивки. У такому разі конструкцію називають моноблочною. Силові панелі передбачають обшивку і підкріплювальний набір у вигляді стрингерів або гофра. Підкріплювальний набір служить для забезпечення відсутності втрати стійкості обшивки від стиснення і працює на розтяг-стиск разом з обшивкою. Кесонна будова крила вимагає наявності центроплана, до якого кріпляться консолі крила. Консолі крила стикуються з центропланом за допомогою контурного стику, що забезпечує передавання силових факторів по всій ширині панелі.